# Église Saint-Pierre-ès-Liens de Fossès
Pour les articles homonymes, voir Église Saint-Pierre-ès-Liens.
L'église Saint-Pierre-ès-Liens de Fossès est une église catholique située dans la commune de Fossès-et-Baleyssac, dans le département de la Gironde, en France.

## Localisation
L'église se trouve dans l'est de la commune, sur la route dite de Fossès, à environ 2 km du bourg de Baleyssac, par la route des Pépins.

## Historique
Construit au XIIe siècle, l'édifice a été remanié à la fin du XVe siècle ou au début du XVIe avec la reconstruction de la partie est de la nef, chevet et absides ; il a été inscrit au titre des monuments historiques par arrêté du 5 avril 2001 dans sa totalité.

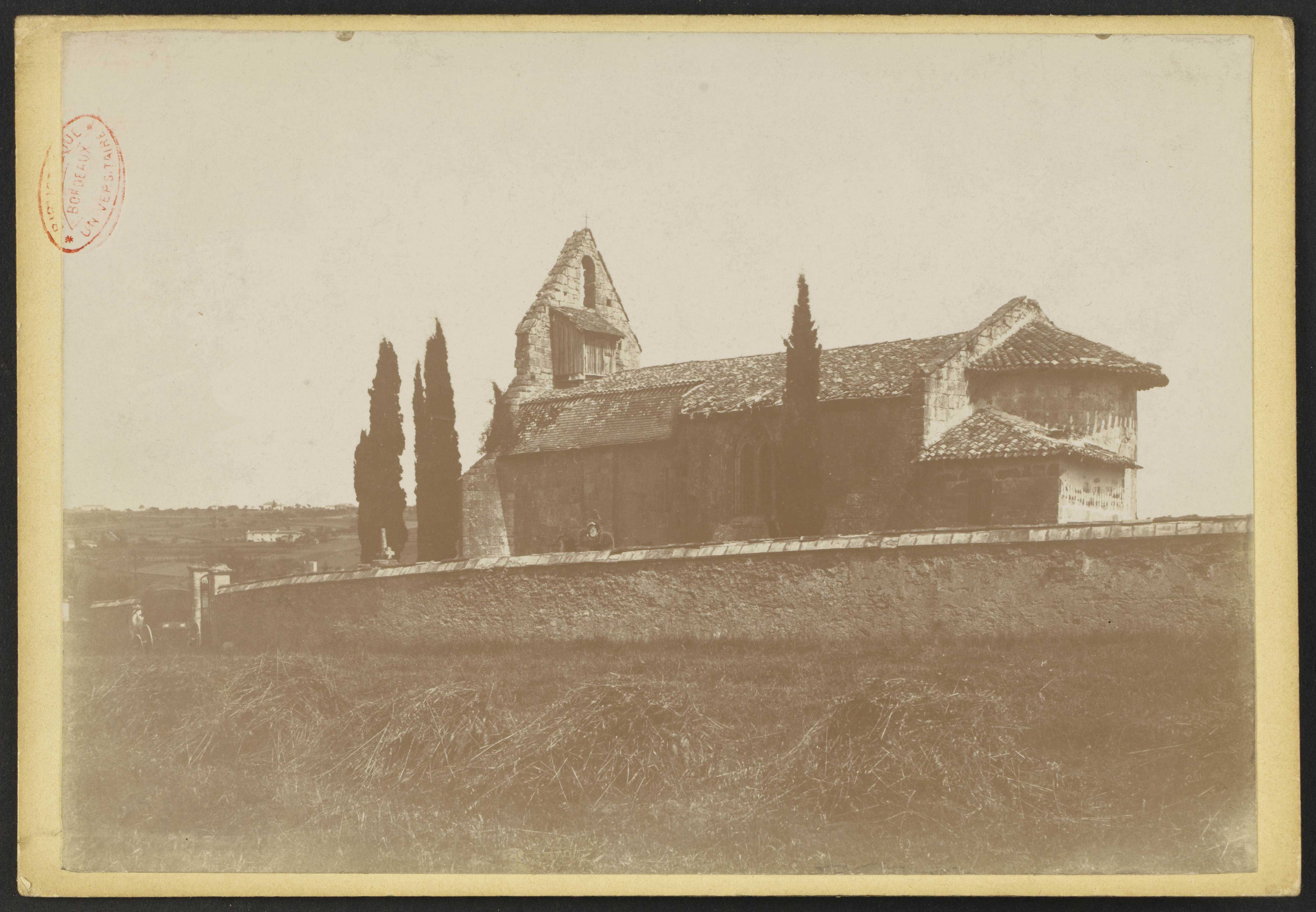
L'église vers 1900 par Jean-Auguste Brutails
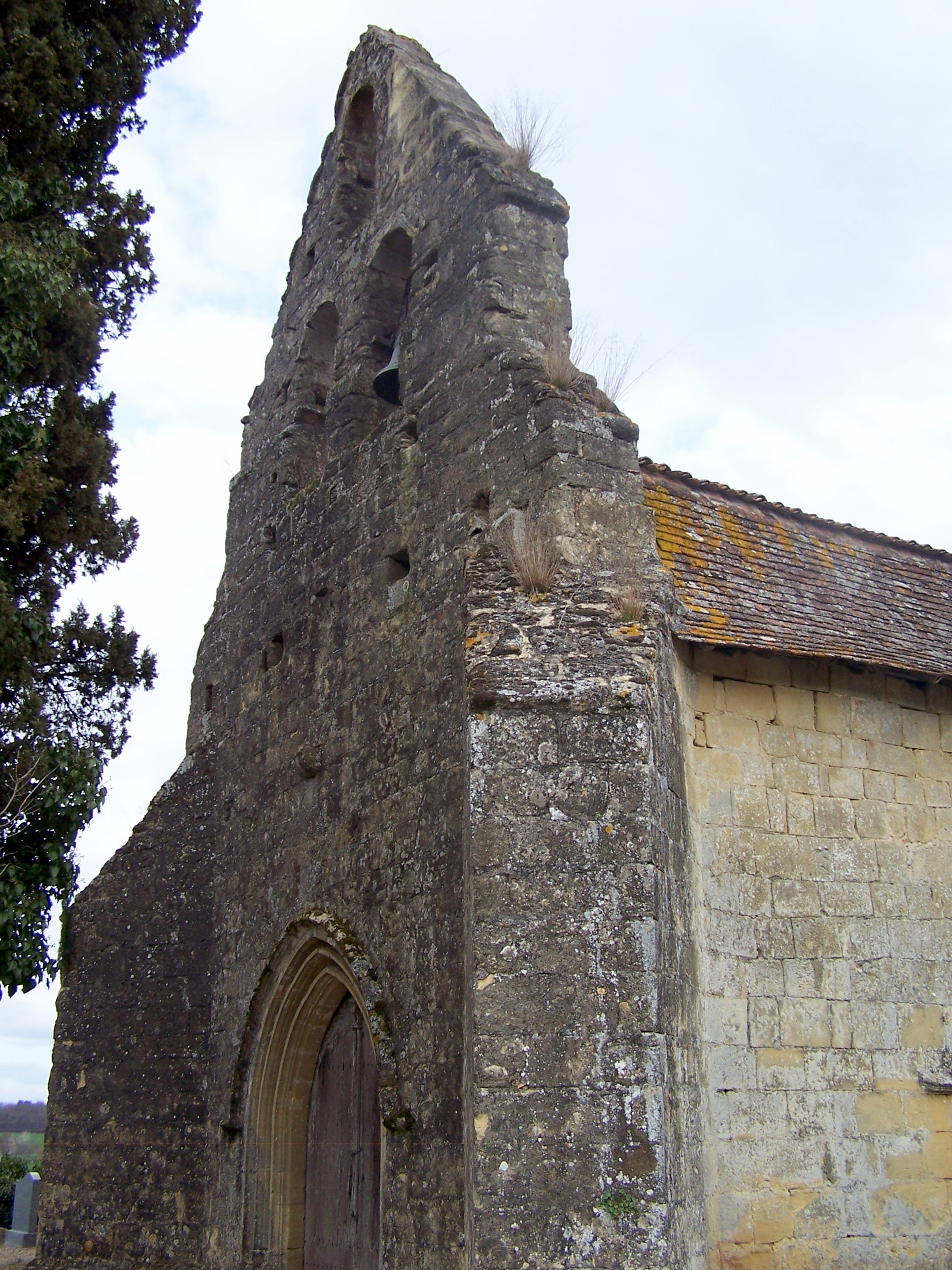
Le clocher-mur à trois baies faisant face à l'ouest (mars 2010)
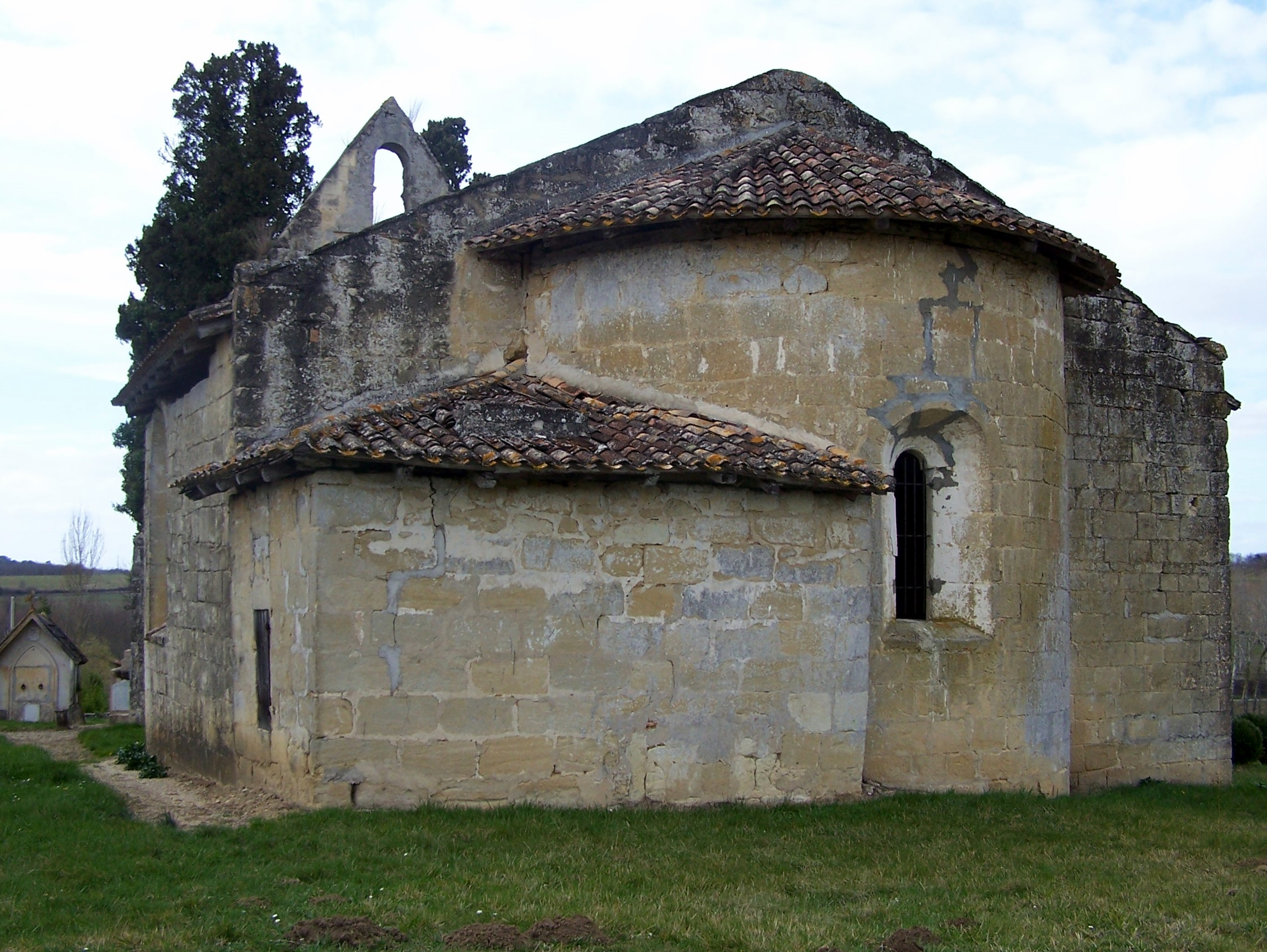
Le chevet à l'est (mars 2010)
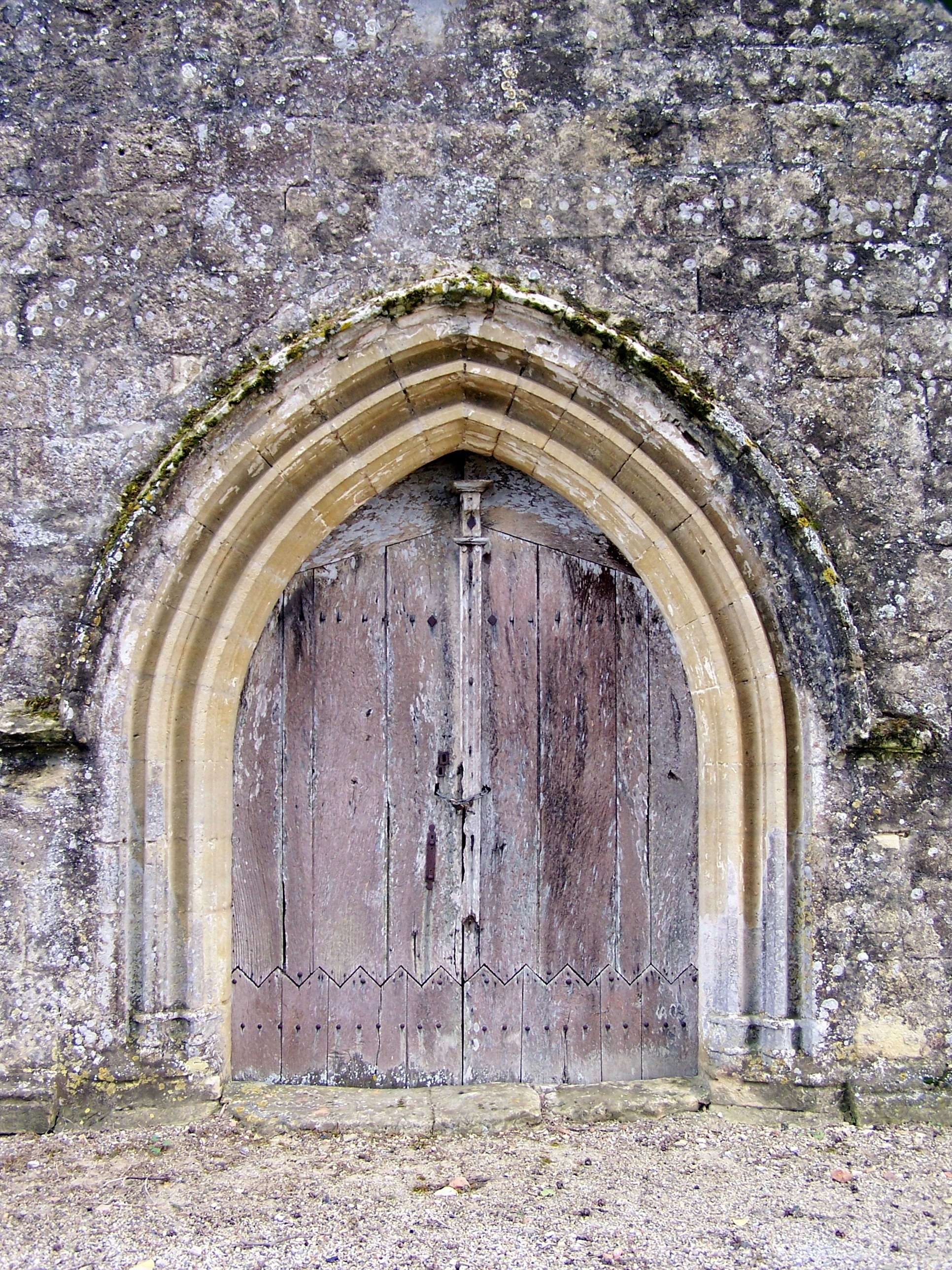
Le portail (mars 2010)